# Dorst (biologie)

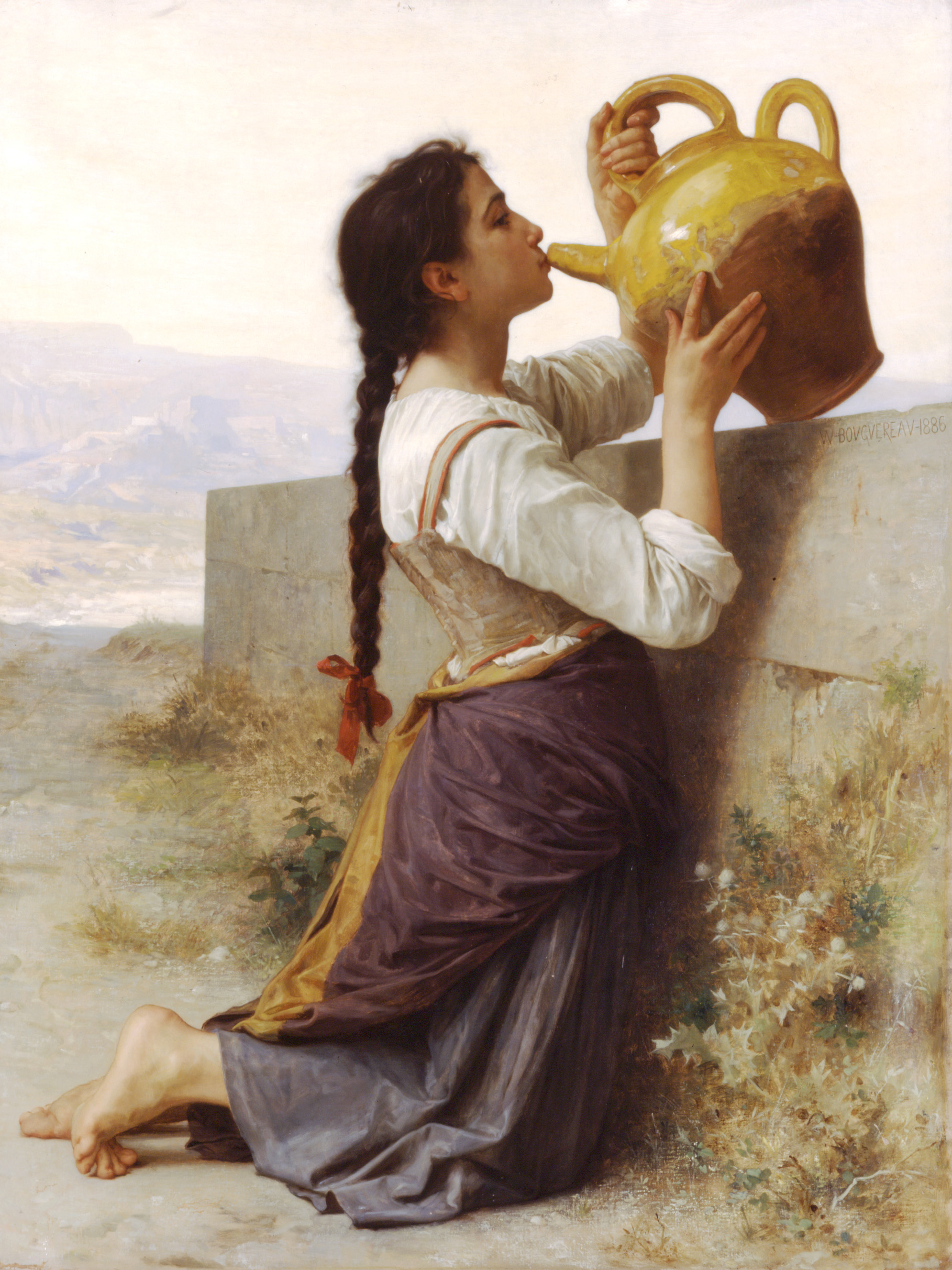
William-Adolphe Bouguereau (1825-1905) - Dorst (1886)

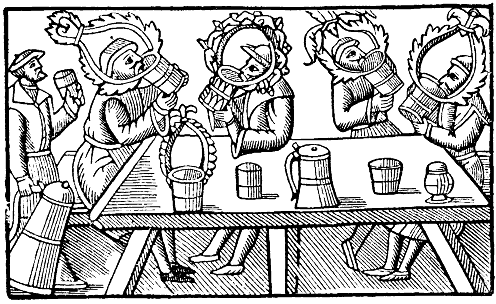
Zweeds drinkteam, Olaus Magnus Historia de gentibus septentrionalibus, 1555, afbeelding uit het Nordisk familjebok

Dorst of "eudipsia" wordt veroorzaakt door dehydratie van het lichaam. De gewaarwording daarvan wordt dorst genoemd. Het gevoel van dorst is een droog gevoel in de keel en een intense wens om iets te drinken. De dorst wordt geregeld door de hypothalamus in antwoord op subtiele veranderingen in de elektrolytniveaus van het lichaam, en ook als resultaat van veranderingen in het volume van het doorgegeven bloed. De balans in het lichaamsvocht is nauwkeurig tot op een kwart van een procent.
Het menselijk lichaam bestaat voor ongeveer 68% uit water, afhankelijk van leeftijd en geslacht. Een dagelijkse opname van 1 tot 2 liter water is vereist voor het normale fysiologische functioneren van het volwassen menselijk lichaam. Hiertoe behoort niet alleen water in dranken, maar ook water in het voedsel.
Woestijndieren kunnen veel beter dan mensen met acuut of langdurig vochtverlies omgaan. Met name de kameel houdt het lang uit zonder drinken.
Dorst wordt de ergste van alle menselijke kwellingen genoemd, op ademnood na. Hij is minder verdraaglijk dan extreme honger. Daarom wordt bij versterving, een methode voor vrijwillige levensbeëindiging of euthanasie wel afgezien van voedsel maar niet van geringe hoeveelheden vocht.

## Stadia van uitdroging en dorst
Een menselijk lichaam kan zonder schade te ondervinden een dag zonder water op te nemen, maar onder extreme omstandigheden zoals felle kou of grote hitte kan het lichaam minder lang zonder water. Een dergelijke dorstopwekkende omgeving wordt een dipsogenese genoemd. Men onderscheidt bij dorst de volgende stadia:
- Eudipsia of gewone dorst, deze dorst treedt op wanneer het menselijk lichaam een half procent van het gewicht door uitdroging heeft verloren.
- Hyperdipsia of extreme dorst, bij een verlies van twee procent van het gewicht door uitdroging is de maag niet groot genoeg om het vochtverlies door drinken te compenseren. Soms moet een infuus uitkomst bieden.
- Polydipsia of dorst waarbij men bereid is alles te drinken wat voorhanden is, bij een verlies van vijf procent raakt het slachtoffer geprikkeld en vermoeid. De hartslag is verhoogd, het gezicht gloeit en er treedt lichte koorts op.
- Uridipsia, ook urophagia genoemd, het drinken van urine. Onderzoek door onder andere het Amerikaanse leger[2] toonde aan dat het drinken van urine geen goede overlevingstechniek is. De urine geeft ongeveer een kwartier verlichting van de dorst, maar de zouten in de urine doen het lichaam vervolgens sterker uitdrogen, waardoor een negatieve spiraal begint. Bij een verlies van tien procent treden duizeligheid, hoofdpijn, ademhalingsproblemen, speekselgebrek, een blauwige huid en spraakstoringen op.
- Hemoposia of het drinken van bloed. Bij een verlies van tien procent van het lichaamsvocht kan een mens niet meer lopen. De huid krimpt en gezichtsvermogen en gehoor nemen sterk af. Het urineren wordt pijnlijk en de urine is heel donker. Uiteindelijk wordt bij een verlies van twaalf procent van het lichaamsvocht de tong zo dik, dat slikken onmogelijk wordt en de mond geen gevoel meer heeft. Daarna volgen een delirium, sterke oververhitting omdat het te dik geworden bloed niet meer circuleert, stuiptrekkingen en vervolgens de dood door hartfalen.

De twee laatste stadia van uitdroging behoren tot het stervensproces van verdorstende mensen en dieren. Het menselijk lichaam verliest door transpiratie, urinevorming, vochtverlies in de ontlasting en verdamping tijdens de ademhaling in een constant tempo vocht. Het proces van uitdroging verandert niets aan de snelheid van het vochtverlies. Wie in een hete woestijn loopt, verliest 15 liter vocht per dag, vijftien liter. Wie rustig blijft, verliest zeven liter vocht.
In een woestijn kan een mens, wanneer hij in de zon loopt, in een halve dag alle hierboven genoemde stadia van uitdroging doorlopen.

## Rol bij ziekte
Polydipsie is de consumptie van bovenmatig veel drank en is een bijverschijnsel van diverse ziekten, bijvoorbeeld diabetes.
Veel ziekten worden veroorzaakt door het gebrek aan schoon drinkwater. Het gebrek aan water in het dieet kan uiteindelijk tot de dood leiden; de medische naam is dehydratie.
Veel drinken kan schadelijk zijn. Het gebeurt soms bij atleten die te veel water gebruiken. Daardoor vermindert de concentratie zouten in het lichaam.